# Грищенка (река)
Грищенка (укр. Грищенка) — правый приток реки Днепра, протекающий по Черкасскому району (Черкасская область, Украина).

## География
Длина — 7,3 км. Площадь водосборного бассейна — 60 км².
Берёт начало от двух источников в селе Грищинцы и южнее села. Река течёт на юго-восток. Впадает в Каневское водохранилище на реке Днепр (на 742-км от её устья) перед молом залива судоходного шлюза — в городе Канев: на северной окраине исторической местности Новоселица.
Русло средне-извилистое. На реке нет прудов. Питание смешанное, преимущественно снего-дождевое. Ледостав длится с декабря до марта. Вдоль реки созданы лесополосы, пойма верховья занята лесом.
Притоки: нет крупных.
Населённые пункты на реке (от истока до устья):
1. Грищинцы
2. Канев